# Landersheim
 Landersheim (en alsacià Làndersche) és un municipi francès, situat a la regió del Gran Est, al departament del Baix Rin. L'any 1999 tenia 131 habitants. Limita al nord-est amb Saessolsheim i Rohr, al sud-est amb Willgottheim, al sud-ouest amb Zeinheim i Westhouse-Marmoutier i al nord-ouest amb Maennolsheim i Friedolsheim.
Forma part del cantó de Saverne, del districte de Saverne i de la Comunitat de comunes del Pays de Saverne.

## Demografia
| 1962 | 1968 | 1975 | 1982 | 1990 | 1999 |
| ---- | ---- | ---- | ---- | ---- | ---- |
| 107  | 112  | 104  | 111  | 151  | 131  |

## Administració
| Període | Identitat      | Partit |
| ------- | -------------- | ------ |
| 2001-   | Jean-Marc Diss |        |